# Pirouette (Magazin)
pirouette – internationale Zeitschrift für Eissport und Rollsport ist ein Fachmagazin für Eiskunstlauf und Rollkunstlauf. Bis Mitte der 1980er Jahre war es Verbandsorgan der Deutschen Eislauf-Union.

## Geschichte
Die pirouette wurde 1968 von Hans W. Petersen in Bremerhaven als Fachblatt für den gesamten Eissport gegründet und behandelte anfänglich auch Sportarten wie Curling und Eishockey. Sie erschien im Ditzen-Verlag, bevor sie 1975 zum Verlag Wagner nach Stuttgart wechselte.

Nachfolger von Petersen als Chefredakteur wurde der SDR-Fernsehjournalist Guido Dobbratz, der Anfang der 1970er Jahre zusammen mit seiner Schwester Birgit baden-württembergischer Meister im Eistanzen geworden war.
2009 übernahm der STS-Verlag+Werbung unter Leitung von Stefan Schulze die Herausgabe. Chefredakteur ist Klaus-Reinhold Kany.
Das Magazin erscheint monatlich, wobei es im Sommer zwei Doppelausgaben (Mai/Juni, Juli/August) gibt. 
Die Auflage beträgt 3000 Exemplare.
Als ständige Mitarbeiterin der Zeitschrift ist u. a. die ehemalige Schweizer Eiskunstläuferin Sarah Meier tätig.
Da es weder in Österreich und noch in der Schweiz ein inhaltlich ähnliches Fachmagazin gibt, wendet sich die pirouette mit entsprechenden Beiträgen auch an Leser aus diesen Ländern.
2023 erschien erstmals die Pirouette World Edition, eine jährliche Sonderausgabe mit zweisprachigen Beiträgen auf Deutsch und Englisch.